# Peter Camenzind
Peter Camenzind, gepubliceerd in 1904, was de eerste roman van de Duitse schrijver Hermann Hesse.
Dit werk bevat reeds een aantal thema's die deze auteur in veel van zijn latere werken zouden bezighouden, met name de zoektocht van het individu naar een unieke spirituele en fysieke identiteit, tussen de natuur en de moderne beschaving, en de rol van kunst in de vorming van de eigen persoonlijkheid.
De hoofdpersoon Peter Camenzind verlaat als kind zijn bergdorp met de grote ambitie een 'man van de wereld' te worden. Eenmaal geconfronteerd met de wisselvalligheden en tegenslagen van het leven, neemt hij zijn toevlucht tot alcohol als een middel om de hardheid en onverklaarbare vreemdheid van het leven het hoofd te bieden. De ontdekking van liefde en vriendschap zal hem echter redden. Uiteindelijk keert Camenzind terug naar zijn dorp en zorgt hij daar voor zijn ouder wordende vader.